# WLF KDL 8
Die Tenderlokomotiven WLF KDL 8 wurden von der Lokomotivfabrik Floridsdorf in Wien als Industrielokomotiven gebaut. Sie gelten als Kriegslokomotive aus der Zeit nach 1940 und wurden als Kriegsausweichtype bezeichnet.
Ihr Einsatzgebiet waren besonders Werkbahnen, auf denen sie bis in die 1980er Jahre in Betrieb waren. Über die Stückzahl der gefertigten Maschinen gibt es unklare Aussagen. Vier Lokomotiven sind erhalten geblieben und 2020 an verschiedenen Standorten entweder als Museumslokomotive oder als Standobjekt vorhanden.

## Geschichte und Einsatz

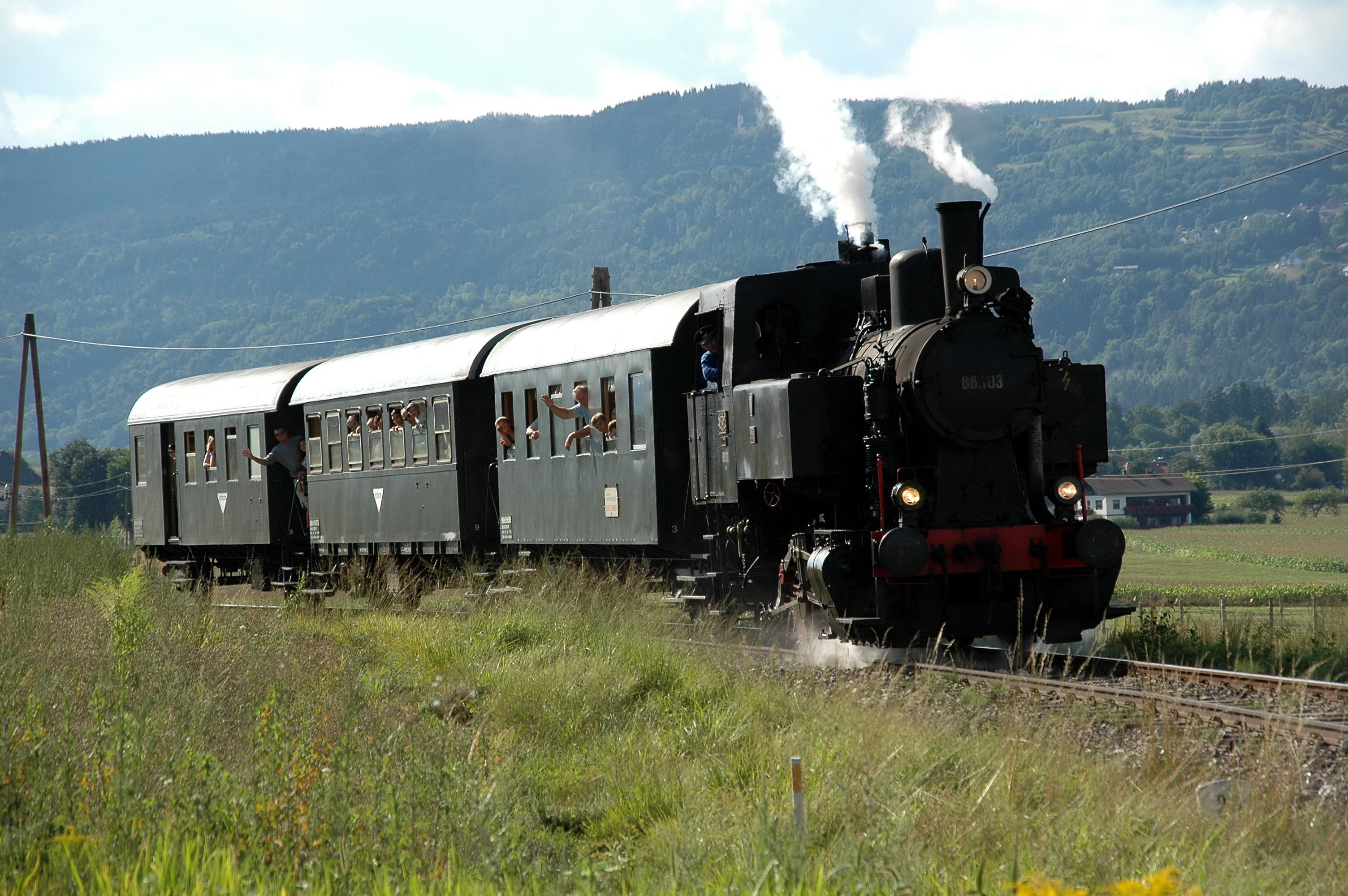
Erhaltene Lokomotive KDL 8 bei der Ferlacher Bahn

Die Lokomotiven entstanden zu einer Zeit des Zweiten Weltkrieges, als der Bedarf an einfachen und zweckmäßigen Werklokomotiven stark anstieg. Den Anstoß zum Bau der Lokomotiven gaben die Schoeller-Bleckmann Stahlwerke, sie wollten eine leichtere Industrielokomotive als Ergänzung für ihre vorhandenen schwereren Typen haben. Die Loks wurden nach den strengen Regeln des Austauschbaues vieler bewährter Teile hergestellt. Über die Stückzahl der hergestellten Exemplare der Loks gibt es unterschiedliche Angaben; während einerseits von über 100 beschafften Lokomotiven gesprochen wird, sind auf der privaten Datenbank www.dampflokomotivarchiv.de lediglich elf bestellte Exemplaren bekannt, bei denen allerdings nur sieben Exemplare wirklich gebaut wurden.
Die Lokomotiven führten bei verschiedenen Werken die unterschiedlichsten Aufgaben im Rangierbetrieb innerhalb der 250-PS-Klasse aus und waren stellenweise sehr lange im Einsatz. Die Lokomotive mit der Fabriknummer WLF 9102 wurde 1941 an die Schoeller-Bleckmann Stahlwerke ausgeliefert, wo sie die Bezeichnung SBS 03 trug. Die Lok blieb dort bis Ende der 1970er Jahre erhalten. Dann wurde sie Anfang der 1980er Jahre an die Österreichische Gesellschaft für Eisenbahngeschichte (ÖGEG) gegeben. 1991 kam sie zur Museumsbahn Ferlach-Weizelsdorf, wo sie 2018 im Museumsbetrieb beschäftigt war.
Eine Lokomotive mit der Fabriknummer WLF 16111 wurde 1944 an die Schoeller-Bleckmann Stahlwerke ausgeliefert und wurde als SBS 01 bezeichnet. Die Lok war bis Ende der 1980er Jahre im Einsatz und wurde dann an die ÖGEG abgegeben.
Die Lokomotive mit der Fabriknummer WLF 17324 wurde 1944 an die Stahlwerke unter der Bezeichnung SBS 02 geliefert. Sie wechselte 1987 zur ÖGEG. 1991 wurde sie an das Dampflokmuseum Hermeskeil abgegeben, wo sie sich 2013 noch befand.
Eine weitere erhaltene Lok mit der Fabriknummer WLF 17323 verblieb zunächst beim Hersteller. Erst 1957 kam sie unter der Bezeichnung SBS 04 an die Stahlwerke und fuhr hier bis 1985. Dann wurde auch sie an die ÖGEG abgegeben. Über die Zwischenstation Museums-Eisenbahn Paderborn gelangte die Lok 2019 an das Oldtimer Museum Rügen.

## Technik
Die zweckmäßig gebaute Konstruktion ist äußerlich geprägt durch die gedrungene Form und den schlanken, kegeligen Schornstein, wodurch sie einer Kleinbahnlokomotive recht ähnlich ist. Der Frischdampfes wird zu den Kolbenschiebern über äußere Rohre geführt.
Der Blechrahmen ist als Schweißkonstruktion entstanden und als Wassertank ausgebildet. Der Lokomotivkessel ist vorn auf dem Rauchkammersattel befestigt, hinten liegt er mit einem Bodenblech auf dem Rahmen auf. Der Rauchkammerträger ist als Löschebehälter mit einer Entleerungsklappe ausgebildet und ermöglicht dadurch, das Ziehen von Lösche ohne Öffnen der Rauchkammertür durchzuführen. Die Feuerbüchse des Kessels ist aus Stahl und mit einem Kipprost ausgerüstet. Zur Kesselspeisung sind zwei Strahlpumpen vorhanden, außerdem gehört noch ein Gestra-Abschlammventil zur Kesselausrüstung. Außer dem Wassertank im Rahmen sind noch seitliche Tanks vorhanden, wobei im linken seitlichen Kasten der Brennstoff gebunkert wird.
Die Loks wurden aus Ersparnisgründen mit gusseisernen Scheibenrädern ausgerüstet. Alle Räder können beidseitig besandet werden. Dem Wunsch der verschiedenen Kunden entsprechend war die allgemeine Ausrüstung der Loks verschieden. So gab es Maschinen mit elektrischer Beleuchtung oder mit Karbidbeleuchtung. Die Lok konnte mit Handbremse oder wahlweise mit Dampfbremse oder der Druckluftbremse ausgerüstet werden. Bei letzterer wurde auch die Besandung mit Druckluft praktiziert, ansonsten wurde sie mit Schwerkraftsteuerung durchgeführt. Wahlweise konnte die Lok mit Stangenpuffern oder mit Hülsenpuffern bestückt werden.